# Jahnsita-(CaMnMn)
La jahnsita-(CaMnMn) és un mineral de la classe dels fosfats que pertany al subgrup de la jahnsita. Rep el seu nom degut al fet que és un anàleg de la jahnsita-(CaMnFe); el sufix indica la situació dels metalls.

## Característiques
La jahnsita-(CaMnMn) és un fosfat de fórmula química CaMn²⁺Mn²⁺₂Fe³⁺₂(PO₄)₄(OH)₂(H₂O)₈. Cristal·litza en el sistema monoclínic en forma de cristalls gairebé cúbics aplanats en {001}, de fins a 0.5 mm. La seva duresa a l'escala de Mohs és 4.
Segons la classificació de Nickel-Strunz, la jahnsita-(CaMnMn) pertany a «08.DH: Fosfats amb cations de mida mitjana i gran, (OH, etc.):RO₄ < 1:1» juntament amb els següents minerals: minyulita, leucofosfita, esfeniscidita, tinsleyita, jahnsita-(CaMnFe), jahnsita-(CaMnMg), keckita, rittmannita, whiteïta-(CaFeMg), whiteïta-(CaMnMg), whiteïta-(MnFeMg), jahnsita-(MnMnMn), kaluginita, jahnsita-(CaFeFe), jahnsita-(NaFeMg), jahnsita-(NaMnMg), jahnsita-(CaMgMg), manganosegelerita, overita, segelerita, wilhelmvierlingita, juonniïta, calcioferrita, kingsmountita, montgomeryita, zodacita, arseniosiderita, kolfanita, mitridatita, pararobertsita, robertsita, sailaufita, mantienneïta, paulkerrita, benyacarita, xantoxenita, mahnertita, andyrobertsita, calcioandyrobertsita, englishita i bouazzerita.

## Formació i jaciments
Es troba com a producte de descomposició hidrotermal en etapes tardanes en mineralitzacions de fosfats en pegmatita de granit. Va ser descoberta a l'àrea de Cubos-Mesquitela-Mangualde, a Mangualde (Districte de Viseu, Portugal). També ha estat trobada a Austràlia, el Brasil, els Estats Units, França, Itàlia, el Marroc, Polònia i altres indrets de Portugal.